# Barad, Syria
Barad (tiếng Ả Rập: براد) là một ngôi làng miền núi ở phía bắc Syria, một phần hành chính của Tỉnh Aleppo, nằm ở phía tây bắc Aleppo. Các địa phương lân cận bao gồm Burj Abdullah ở phía tây bắc, Kimar ở phía bắc, Aqiba về hướng đông bắc và Nubl về phía đông.

## Dân số
Theo Cục Thống kê Trung ương Syria (CBS), Barad có dân số 1.229 người trong cuộc điều tra dân số năm 2004. Mặc dù vùng lân cận của Barad vẫn còn đông dân cư, nhưng nó được liệt kê là một trong những Thành phố chết, Di sản Thế giới của UNESCO. Đây là địa điểm cổ đại rộng lớn nhất trong khu vực  với một nhóm các tòa nhà quan trọng có niên đại từ thời Byzantine. Vào ngày 21 tháng 3 năm 2018, ngôi làng nằm dưới sự kiểm soát của Quân đội Syria Tự do do Thổ Nhĩ Kỳ hậu thuẫn.

## Di tích khảo cổ
Các di tích khảo cổ ở vùng lân cận Barad bao gồm một số nhà thờ cổ, một tu viện cổ, một nhà tắm công cộng lớn, năm nhà kho, nhà hội họp, nơi ở của một quan tòa, một tòa tháp, hai tu viện và một nhà thờ. Hầu hết những ngày này từ thời Byzantine.
Nhà thờ, được gọi là Nhà thờ Julianos, được xây dựng từ 399 đến 402 CE. Đó là một tòa nhà lớn chứa một bema khá lớn ("vị trí trên cao") ở trung tâm của hội trường đại diện cho tính trung tâm của Jerusalem. Ở cuối bức tường của nó là một cuốn sách nghỉ ngơi. Trong số bảy nhà thờ được xây dựng ở miền bắc Syria trước 400 CE, Nhà thờ Julianos là một trong hai nhà thờ lớn ba tầng; năm cái còn lại nhỏ hơn, chỉ có một lối đi duy nhất. Vương cung thánh đường, ngoại trừ phần portico phía tây, dài khoảng 39 mét (128 ft)  chiều dài và 27 mét (89 ft)  theo chiều rộng. Hai hàng tám cột chia basilica thành một gian giữa và hai lối đi hai bên. Nhà thờ có số lượng lối vào lớn bất thường, bao gồm bốn ở phía nam, hai ở phía bắc và ba ở phía tây. Khoảng sân rộng kéo dài về phía nam của vương cung thánh đường được đánh dấu bằng các cột và hai khu phức hợp xây dựng được sử dụng làm nơi ở cho các nhà sư và du khách. Theo Robert Milburn, chất lượng kiến trúc của nhà thờ nằm ở tỷ lệ tốt hơn là bất kỳ chi tiết trang trí nào.
Một nhà thờ thứ hai được xây dựng ở Barad vào thế kỷ thứ 6. Tu viện, được gọi là Qasr al-Barad, nằm khoảng 1.200 mét (3.900 ft) phía tây nam của trang web làng.
Vào ngày 22 tháng 3 năm 2018, Barad đã bị lực lượng Thổ Nhĩ Kỳ ném bom. Một số cấu trúc quan trọng đã bị hư hại hoặc bị phá hủy, bao gồm lăng mộ của Thánh Maron và Nhà thờ Julianos.

## Tiểu sử
- Ball, Warwick (2001). Rome in the East. Psychology Press. ISBN 0415243572.
- Burns, Ross (2009). The Monuments of Syria. I. B. Tauris. ISBN 1845119479.
- Less, Jess (2010). Syria Handbook. Footprint Travel Guides. ISBN 1907263039.
- Richardson, Peter (2004). Building Jewish In The Roman East. Baylor University Press. ISBN 1932792015.
- Trombley, Frank R. (2001). Hellenic Religion and Christianization, C. 370-529. Quyển 2. BRILL. ISBN 0391041215.
- Milburn, Robert (1998). Early Christian Art and Architecture. University of California Press. ISBN 9780520074125.
- Verlag, Nelles (1999). Syria Lebanon (Nelles Guides). Hunter Publishing, Inc. ISBN 3886181057.
- Wilkinson, John (2002). From Synagogue to Church: The Traditional Design: Its Beginning, its Definition, its End. Psychology Press. ISBN 0700713204.